# 정수적 원소
가환대수학에서 정수적 원소(整數的元素, 영어: integral element)는 어떤 부분환에 계수를 갖는 일계수 다항식의 근으로 나타낼 수 있는 가환환 원소이다.

## 정의
가환환 {\displaystyle S}의 부분환 {\displaystyle R\subseteq S} 및 {\displaystyle s\in S}에 대하여 다음 조건들이 서로 동치이며, 이 조건이 성립한다면 {\displaystyle s}를 {\displaystyle R}의 {\displaystyle S}에 대한 정수적 원소라고 한다.
- {\displaystyle p(s)=0}인 일계수 다항식 {\displaystyle p\in R[x]}가 존재한다.
- {\displaystyle R}와 {\displaystyle \{s\}}로 생성되는 부분환 {\displaystyle R[s]}는 {\displaystyle R}의 유한 생성 가군이다.
- {\displaystyle R[s]\subseteq {\tilde {R}}}이며 {\displaystyle R}-유한 생성 가군을 이루는 부분환 {\displaystyle {\tilde {R}}\subseteq S}가 존재한다.
- {\displaystyle sM\subseteq M}이며 {\displaystyle \operatorname {Ann} _{S}(M)\cap R[s]=\{0\}}인 {\displaystyle R}-유한 생성 가군 {\displaystyle M}이 존재한다.

여기서
- {\displaystyle R[s]=\operatorname {eval} _{x\mapsto s}(S[x])=\{p(s)\colon p\in S[x]\}\subseteq S}이다.
- {\displaystyle \operatorname {Ann} _{S}(M)=\{a\in S\colon aM=\{0_{M}\}\}}은 {\displaystyle M}의 소멸자이다.

가환환 {\displaystyle S}의 부분환 {\displaystyle R\subseteq S}에 대한 정수적 폐포(整數的閉包, 영어: integral closure)는 {\displaystyle R}에 대한 정수적 원소들의 집합이다. 이는 {\displaystyle S}의 부분환을 이룬다.
가환환 {\displaystyle S}는 그 전분수환 {\displaystyle \operatorname {Frac} S}의 부분환이다. 만약 {\displaystyle S}의 {\displaystyle \operatorname {Frac} S} 속에서의 정수적 폐포가 {\displaystyle S}라면, {\displaystyle S}를 정수적으로 닫힌 가환환(整數的으로 닫힌 可換環, 영어: integrally closed commutative ring)이라고 한다.

### 도수
가환환 {\displaystyle S}의 부분환 {\displaystyle R\subseteq S}이 주어졌으며, {\displaystyle S}가 {\displaystyle R} 위에서 정수적으로 닫혀 있다고 하자, {\displaystyle R}-가군 {\displaystyle S/R}의 소멸자 {\displaystyle \operatorname {Ann} _{R}(S/R)\subseteq R}를 {\displaystyle R}의 {\displaystyle S} 속의 도수(導手, 영어: conductor 콘덕터[*], 독일어: Führer 퓌러[*], 프랑스어: conducteur 콩뒤크퇴르[*]) {\displaystyle {\mathfrak {f}}(S/R)}라고 한다.:79
{\displaystyle {\mathfrak {f}}(S/R)=\operatorname {Ann} _{R}(S/R)=\{r\in R\colon rS\subseteq R\}}
이는 소멸자이므로 {\displaystyle R}의 아이디얼을 이루며, {\displaystyle R}의 아이디얼이자 {\displaystyle S}의 아이디얼이 되는 가장 큰 집합이다.
{\displaystyle R}가 정역이며, {\displaystyle S}가 {\displaystyle R}의 {\displaystyle \operatorname {Frac} R} 속의 정수적 폐포라고 하고, {\displaystyle S/R}가 {\displaystyle R}-유한 생성 가군이라고 하자. 그렇다면 {\displaystyle R}의 소 아이디얼 {\displaystyle {\mathfrak {p}}\in \operatorname {Spec} R}에 대하여 다음 조건들이 서로 동치이다.
- {\displaystyle {\mathfrak {p}}\subseteq {\mathfrak {f}}(S/R)}
- 국소화 {\displaystyle R_{\mathfrak {p}}}는 {\displaystyle S} 속에서 정수적으로 닫힌 국소환이다.
- {\displaystyle (S/R)\otimes _{R}R_{\mathfrak {p}}=0}이다. 즉, {\displaystyle S\otimes _{R}R_{\mathfrak {p}}=R_{\mathfrak {p}}}이다.

{\displaystyle R}-가군 {\displaystyle S/R}는 {\displaystyle \operatorname {Spec} R} 위의 가군층으로 여길 수 있으며, 그 지지 집합은 다음과 같이 도수 {\displaystyle {\mathfrak {f}}(S/R)}로부터 정의되는 (자리스키 위상에서의) 열린집합 {\displaystyle V({\mathfrak {f}}(S/R))}의 여집합이다.
{\displaystyle \operatorname {supp} (S/R)=\{{\mathfrak {p}}\in \operatorname {Spec} R\colon (S/R)\otimes _{R}R_{\mathfrak {p}}\neq 0\}=\{{\mathfrak {p}}\in \operatorname {Spec} R\colon {\mathfrak {p}}\not \subseteq {\mathfrak {f}}(S/R)\}=(\operatorname {Spec} R)\setminus V({\mathfrak {f}}(S/R))}

### 나가타 환
정역 {\displaystyle R}가 다음 조건을 만족시킨다면, N-1환이라고 한다.
- {\displaystyle R}의 {\displaystyle \operatorname {Frac} R} 속의 정수적 폐포 {\displaystyle S}는 {\displaystyle R}-유한 생성 가군이다.

정역 {\displaystyle R}가 다음 조건을 만족시킨다면, N-2환이라고 한다.
- {\displaystyle \operatorname {Frac} R}의 모든 유한 확대 {\displaystyle L/\operatorname {Frac} R}에 대하여, {\displaystyle R}의 {\displaystyle L} 속의 정수적 폐포는 {\displaystyle R}-유한 생성 가군이다.

뇌터 가환환 {\displaystyle R}에 대하여 다음 두 조건이 서로 동치이며, 이를 만족시키는 뇌터 가환환을 나가타 환(영어: Nagata ring)이라고 한다.:264
- 임의의 소 아이디얼 {\displaystyle {\mathfrak {p}}\in \operatorname {Spec} R}에 대하여, 몫환 {\displaystyle R/{\mathfrak {p}}}는 N-2환이다.
- 임의의 정역 {\displaystyle S} 및 환 준동형 {\displaystyle R\to S}에 대하여, 만약 이를 통하여 {\displaystyle S}가 {\displaystyle R}-유한 생성 가군을 이룬다면, {\displaystyle S}는 N-2환이다.

### 정환
정역 {\displaystyle R} 및 그 분수체 {\displaystyle K=\operatorname {Frac} R}가 주어졌다고 하자. {\displaystyle K}-단위 결합 대수 {\displaystyle A}에 대하여, {\displaystyle A} 속의 {\displaystyle R}-정환(整環, 영어: order, 독일어: Ordnung) {\displaystyle {\mathcal {o}}\subseteq A}는 다음 조건들을 만족시키는 {\displaystyle A}의 부분환이다.
- {\displaystyle {\mathcal {o}}}는 {\displaystyle K}-단위 결합 대수이다.
- {\displaystyle {\mathcal {o}}}는 {\displaystyle R}-자유 가군이다. (즉, {\displaystyle R}-격자를 이룬다.)
- {\displaystyle K{\mathcal {o}}=A}이다.

{\displaystyle A} 속의 {\displaystyle R}-정환들은 부분 집합 관계에 대하여 부분 순서 집합을 이룬다.
{\displaystyle A}가 가환환일 때, {\displaystyle A} 속의 {\displaystyle R}-정환 {\displaystyle {\mathcal {o}}\subset A}의 모든 원소는 {\displaystyle R}-정수적 원소이다. 따라서, 최대 {\displaystyle R}-정환이 존재하며, 이는 {\displaystyle R}의 {\displaystyle A} 속의 정수적 폐포이다. (이는 {\displaystyle A}가 비가환환일 때 성립하지 않는다. 이 경우 모든 정환은 극대 정환에 속하지만, 최대 정환은 일반적으로 존재하지 않는다.)

## 성질
다음과 같은 포함 관계가 성립한다.
가환환 ⊋ 정역 ⊋ 정수적으로 닫힌 정역 ⊋ 크룰 정역 ⊋ 유일 인수 분해 정역 ∪ 데데킨트 정역 ⊋ 유일 인수 분해 정역 ∩ 데데킨트 정역 = 주 아이디얼 정역  ⊋ 유클리드 정역  ⊋ 체

### 정수적으로 닫힐 필요충분조건
정역 {\displaystyle S}에 대하여 다음 조건들이 서로 동치이다.
- 정수적으로 닫힌 가환환이다.
- 임의의 소 아이디얼 {\displaystyle {\mathfrak {p}}\in \operatorname {Spec} S}에 대하여, 국소화 {\displaystyle S_{\mathfrak {p}}}는 정수적으로 닫힌 국소환이다.
- 임의의 극대 아이디얼 {\displaystyle {\mathfrak {m}}\subseteq S}에 대하여, {\displaystyle S_{\mathfrak {m}}}은 정수적으로 닫힌 국소환이다.

뇌터 정역 {\displaystyle R}에 대하여 다음 두 조건들이 서로 동치이다.
- 정수적으로 닫힌 가환환이다.
- 다음 두 조건이 성립한다.
  - {\displaystyle R}는 높이가 1인 소 아이디얼 {\displaystyle {\mathfrak {p}}}들에 대한 국소화 {\displaystyle R_{\mathfrak {p}}\subseteq \operatorname {Frac} R}들의 (분수체 {\displaystyle \operatorname {Frac} R} 속에서의) 교집합이다.
{\displaystyle R=\bigcap _{{\mathfrak {p}}\in \operatorname {Spec} R}^{\operatorname {ht} {\mathfrak {p}}=1}R_{\mathfrak {p}}\subseteq \operatorname {Frac} R}
  - 임의의 높이가 1인 소 아이디얼 {\displaystyle {\mathfrak {p}}\in \operatorname {Spec} R}에 대하여, {\displaystyle R_{\mathfrak {p}}}는 이산 값매김환이다.

크룰 차원이 1인 뇌터 국소 정역 {\displaystyle (R,{\mathfrak {m}})}에 대하여 다음 조건들이 서로 동치이다.
- {\displaystyle R}는 정수적으로 닫힌 가환환이다.
- {\displaystyle {\mathfrak {m}}}은 주 아이디얼이다.
- {\displaystyle R}는 이산 값매김환이다.
- {\displaystyle R}는 데데킨트 정역이다.
- {\displaystyle R}는 정칙 국소환이다.

### 코언-사이던버그 정리
다음과 같은 데이터가 주어졌다고 하자.
- 가환환 {\displaystyle S}
- {\displaystyle S}의 부분환 {\displaystyle R\subseteq S}. 또한, {\displaystyle S}의 모든 원소는 {\displaystyle R}-정수적 원소이다.
- {\displaystyle R}-소 아이디얼들의 사슬 {\displaystyle ({\mathfrak {p}}_{i})_{1\leq i\leq k}} 및 {\displaystyle S}-소 아이디얼들의 사슬 {\displaystyle ({\mathfrak {q}}_{i})_{m\leq i\leq n}} ({\displaystyle 1\leq m\leq n\leq k}). 또한, {\displaystyle m\leq i\leq n}에 대하여 {\displaystyle {\mathfrak {q}}_{i}\mid {\mathfrak {p}}_{i}}이다. 즉, {\displaystyle {\mathfrak {q}}_{i}\cap R={\mathfrak {p}}_{i}}이다.
{\displaystyle {\begin{matrix}&&&&{\mathfrak {q}}_{m}\subseteq \cdots \subseteq {\mathfrak {q}}_{n}&&&&&\qquad \subseteq S\\{\mathfrak {p}}_{1}&\subseteq \cdots \subseteq &{\mathfrak {p}}_{m-1}&\subseteq &{\mathfrak {p}}_{m}\subseteq \cdots \subseteq {\mathfrak {p}}_{n}&\subseteq &{\mathfrak {p}}_{n+1}&\subseteq \cdots \subseteq &{\mathfrak {p}}_{k}&\qquad \subseteq R\end{matrix}}}

또한, 다음 두 조건 가운데 하나가 성립한다고 하자.
- {\displaystyle S}는 정역이며, {\displaystyle R}는 ({\displaystyle \operatorname {Frac} R} 속에서) 정수적으로 닫힌 정역이다.
- {\displaystyle m=1}이다.

그렇다면, 코언-사이던버그 정리(영어: Cohen–Seidenberg theorem)에 따르면, 다음이 성립한다.
- {\displaystyle {\mathfrak {q}}_{i}\mid {\mathfrak {p}}_{i}\forall 1\leq i\leq k}가 되게 소 아이디얼 사슬 {\displaystyle \{{\mathfrak {q}}_{i}\}}를 연장시킬 수 있다. 즉, 다음이 성립하는 {\displaystyle S}-소 아이디얼 {\displaystyle \{{\mathfrak {q}}_{i}\}_{i\in \{1,\dots ,m-1,n+1,\dots ,k}\}}가 존재한다.
{\displaystyle {\begin{matrix}\exists {\mathfrak {q}}_{1}&\subseteq \cdots \subseteq &\exists {\mathfrak {q}}_{m-1}&\subseteq &{\mathfrak {q}}_{m}\subseteq \cdots \subseteq {\mathfrak {q}}_{n}&\subseteq &\exists {\mathfrak {q}}_{n+1}&\subseteq \cdots \subseteq &\exists {\mathfrak {q}}_{k}&\qquad \subseteq S\\{\mathfrak {p}}_{1}&\subseteq \cdots \subseteq &{\mathfrak {p}}_{m-1}&\subseteq &{\mathfrak {p}}_{m}\subseteq \cdots \subseteq {\mathfrak {p}}_{n}&\subseteq &{\mathfrak {p}}_{n+1}&\subseteq \cdots \subseteq &{\mathfrak {p}}_{k}&\qquad \subseteq R\end{matrix}}}

여기서 {\displaystyle {\mathfrak {q}}_{i}\mid {\mathfrak {p}}_{i}}라는 것은 {\displaystyle ({\mathfrak {q}}_{i})\cap R={\mathfrak {p}}_{i}}임을 뜻한다.
즉, 정수적 확대에 대하여 소 아이디얼의 사슬을 위로 연장할 수 있으며(영어: going up), 추가 조건 아래 소 아이디얼의 사슬을 아래로도 연장할 수 있다(영어: going down).

### 크룰-아키즈키 정리
다음과 같은 데이터가 주어졌다고 하자.
- {\displaystyle R}는 크룰 차원이 1인 가환 뇌터 축소환이다. {\displaystyle K=\operatorname {Frac} R}는 그 전분수환이다.
- {\displaystyle L}은 가환환이며, 단사 함수인 환 준동형 {\displaystyle \iota \colon K\hookrightarrow L}이 주어져 있다. 또한, 덧셈 몫군 {\displaystyle L/K}는 유한군이다.
- {\displaystyle S\subseteq L}은 {\displaystyle R}의 {\displaystyle L} 속의 정수적 폐포이다.

크룰-아키즈키 정리(Krull-[秋月]定理, 영어: Krull–Akizuki theorem)에 따르면, 다음이 성립한다.
- {\displaystyle S} 역시 크룰 차원이 1인 가환 뇌터 환이다.
- {\displaystyle S}의 임의의 아이디얼 {\displaystyle {\mathfrak {a}}\subseteq S}에 대하여, 만약 {\displaystyle {\mathfrak {a}}}가 영 아이디얼이 아니라면, 덧셈 몫군 {\displaystyle (S/{\mathfrak {a}})/(R/(R\cap {\mathfrak {a}}))}는 유한군이다. (그러나 덧셈 몫군 {\displaystyle S/R}는 유한군이 아닐 수 있다. 즉, 이는 {\displaystyle {\mathfrak {a}}}가 영 아이디얼일 때 성립하지 못할 수 있다.)
- 만약 {\displaystyle R}가 추가로 데데킨트 정역이라면, {\displaystyle S} 역시 데데킨트 정역이다.

다음과 같은 데이터가 주어졌다고 하자.
- {\displaystyle R}는 가환 뇌터 축소환이다. {\displaystyle K=\operatorname {Frac} R}는 그 전분수환이다.
- {\displaystyle S}는 {\displaystyle R}의 {\displaystyle K} 속의 정수적 폐포이다.
- {\displaystyle R}는 {\displaystyle n}개의 극소 소 아이디얼 (소 아이디얼들의 포함 관계에 대한 극소 원소, 즉 높이가 0인 소 아이디얼)들을 갖는다.

모리-나가타 정리([森]-[永田]定理, 영어: Mori–Nagata theorem)에 따르면, 다음이 성립한다.
- {\displaystyle S}는 {\displaystyle n}개의 크룰 정역들의 직접곱이다.

이는 크룰-아키즈키 정리의 고차원 가환환에 대한 부분적 일반화이다.

## 역사
코언-사이던버그 정리는 어빈 솔 코언과 에이브러햄 사이던버그(영어: Abraham Seidenberg, 1916~1988)가 증명하였다.
크룰-아키즈키 정리는 볼프강 크룰과 아키즈키 야스오(일본어: 秋月 康夫, 1902~1984)가 증명하였다.
모리-나가타 정리는 모리 요시로(일본어: 森 誉四郎)와 나가타 마사요시 가 증명하였다.

## 같이 보기
- 정규 스킴
- 대수적 정수